# Localismo fiscal
El localismo fiscal comprende instituciones de cambio monetario localizado. A veces considerado como una reacción contra el capitalismo global o la globalización económica, el localismo fiscal proporciona estructuras de mercado voluntarias que ayudan a las comunidades a comerciar más eficientemente dentro de sus comunidades y regiones.

## Localismo fiscal

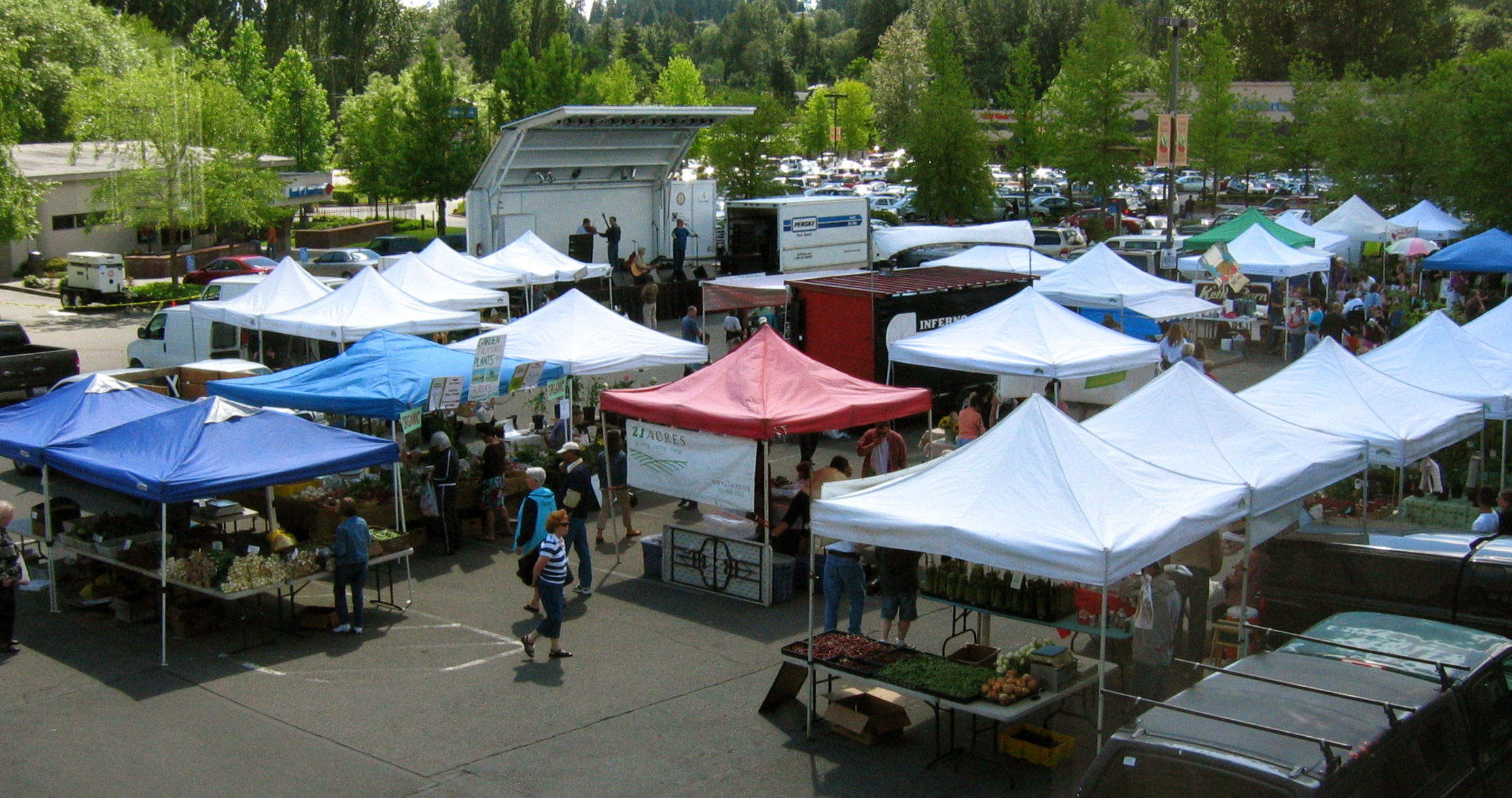
Mercado Local de Agricultores

La "compra local" o la inversión local es la cara más visible del localismo fiscal. Hay instituciones más complejas (tanto nuevas como bien establecidas) que contribuyen a la capacidad de una comunidad para florecer. Instituciones como las cooperativas de crédito, las CDFI (Instituciones Financieras de Desarrollo Comunitario) y la moneda local o la moneda complementaria pueden contribuir a que las comunidades sean más resistentes y ricas.
La moneda local que ha estado en la mayoría de los noticieros con periodistas citando a los Berkshares en Massachusetts, y las Ithaca Hours en Ithaca (Nueva York). Más allá de estos ejemplos notables, hay miles de monedas locales en todo el mundo.
El localismo fiscal está arraigado en el concepto de descentralización. La creación y el mantenimiento de una economía regional es apoyada por comunidades que creen que su comunidad está económicamente mejor sustentada que ser parte de una economía más grande, como la economía nacional o la economía global. Este es un movimiento contra la creciente globalización de todas las economías del mundo. Los principales principios del localismo fiscal incluyen la compra de productos que se fabrican localmente y el uso de una moneda única en la economía local. Esto permite que una comunidad crezca a un ritmo controlable y sostenible al apoyar a los agricultores, comerciantes y proveedores de servicios de una comunidad. Los consumidores de estas comunidades están más informados sobre cómo se cultivan y fabrican sus alimentos y productos. El uso de una forma única de moneda permite a una comunidad determinar su crecimiento económico y su salud con mayor precisión que el uso de las métricas de una economía nacional para medir la salud económica. La tributación en estas comunidades se enfatiza a nivel local y se le da poca importancia a los impuestos locales. Estas comunidades quieren separarse de la economía nacional más amplia, por lo que deben depender de los ingresos generados por los impuestos locales. La banca también es preferible a nivel local. Las comunidades que siguen el localismo fiscal preferirían tener un banco local en lugar de ser clientes de un banco masivo que hace negocios en todo el país, así como a nivel internacional.

## Moneda local
Las monedas únicas utilizadas por las economías locales suelen estar respaldadas por una moneda nacional. Totnes, Inglaterra, es una ciudad que comenzó a utilizar la Libra Totnes en 2010. "La libra Totnes está respaldada por la libra esterlina en una proporción de uno a uno." La idea detrás de usar una moneda local única es mantener el dinero fluyendo a través de la comunidad mientras se evita que el dinero salga o que dependa del dinero para entrar en la comunidad. Esto le permite a una comunidad ser autosuficiente, tener suficientes fondos para crear una fuente de energía para que la comunidad pueda usar, y eliminar los costos de transporte para traer productos a la comunidad. Una gran razón por la que Totnes quiere ser autosuficiente es para disminuir su dependencia del uso del petróleo. La ciudad cree que es mejor a largo plazo si es capaz de operar sin depender del petróleo, que es un recurso finito. Múltiples ciudades han seguido los pasos de Totnes y han establecido una moneda local. Brixton, Stroud, Bristol y Exeter son ciudades de Inglaterra que han establecido sus propias monedas. Algunas ciudades de los Estados Unidos también han adoptado monedas únicas. Berkshire, Massachusetts e Ithaca, Nueva York, han implementado el Massachusetts BerkShares y el HOUR, respectivamente. Mientras que un BerkShare vale $. 95 dólares americanos, la HORA no es convertible a dólares americanos o cualquier otro tipo de moneda nacional. Una colonia cuáquera británica en Pensilvania creó y utilizó la libra esterlina de Pensilvania en el siglo XVIII, pero el localismo fiscal fracasó para la colonia y la moneda fue abandonada. Lorenzo Fioramonti, director del Centre for the Study of Governance Innovation de la Universidad de Pretoria en Sudáfrica, cree que la Unión Europea sería más estable si estuviera compuesta por múltiples monedas locales combinadas con un "euro digital".

## Impuestos
Los defensores del localismo fiscal argumentan que el pago de impuestos locales más altos y de impuestos nacionales más bajos ayudará a las comunidades a crecer y prosperar. Un informe de The TaxPayers' Alliance afirma que una forma descentralizada de tributación conduce a un sector público más eficiente. Este informe hace referencia a un estudio econométrico alemán que concluyó que "la eficiencia del gobierno aumenta con el grado de descentralización fiscal". Las razones utilizadas para apoyar los impuestos locales incluyen la capacidad de respuesta, la rentabilidad, los incentivos y la rendición de cuentas. El Instituto Español de Estudios Fiscales llevó a cabo un estudio durante el periodo 1972-2005 utilizando datos de 23 países sobre impuestos. El estudio determinó que "reducir en un punto porcentual la participación del gobierno central en los ingresos tributarios totales impulsa el crecimiento del PIB a largo plazo en un 0,06% anual". La fijación de impuestos locales es complicada porque un tipo impositivo demasiado alto puede conducir a que los contribuyentes se nieguen a pagar, mientras que un tipo impositivo demasiado bajo no dará al gobierno local fondos suficientes para funcionar y operar eficazmente. Estos impuestos son separados de los estatales y federales y no se fijan a nivel estatal o federal. El aumento de los impuestos locales permite a una comunidad reinvertir los ingresos generados por los impuestos en instituciones o programas públicos que ayudan a la comunidad local. Los residentes pueden ver y experimentar físicamente a dónde va su dinero de impuestos y cómo mejora sus vidas.

## Bancos
Los bancos modernos se han convertido en instituciones monolíticas con miles de sucursales en sus respectivos países de servicio. Esta globalización de las instituciones bancarias y las prácticas bancarias utilizadas por estas organizaciones es la antítesis de lo que es el localismo fiscal. Toby Blume aboga por un cambio en el sistema bancario en su ensayo "Changing the Debate: The Ideas Redefining Britain". Blume escribe:"Un sistema bancario más localizado -que es más común en otros países pero que no tenemos en el Reino Unido- proporciona una forma de conectar el capital excedente con fines productivos (para el beneficio mutuo de ahorradores/inversores y prestatarios)". Los defensores del localismo fiscal argumentan que el sistema bancario debe ser reestructurado para acomodar las necesidades de las comunidades locales más pequeñas. Estas comunidades que se construyen en torno a los principios del localismo fiscal quieren tener bancos locales que tengan bases de consumo limitadas a la población que está geográficamente ubicada alrededor del banco. Esto permite que el banco conozca a sus clientes a nivel personal para determinar el riesgo de otorgar un préstamo a alguien que vive en la comunidad. También le permite al banco utilizar su exceso de capital para invertir en servicios y negocios que se encuentran en estas ciudades, lo que a su vez estimula la economía local a una tasa de crecimiento constante.

## Sistemas de intercambio local
Un sistema de intercambio local (LETS, Local Exchange Trading System) está compuesto por miembros locales que desean comerciar bienes y servicios con otros miembros del grupo. Estos LETS utilizan una moneda local única en la que se basa todo el comercio. Aquellos que están en LETS creen que benefician tanto a los miembros como a la comunidad local debido a la naturaleza organizada de estas LETS. Los cinco rasgos básicos de una LETS incluyen "costo del servicio, consentimiento, divulgación, equivalencia con la moneda regional y ausencia de intereses". Las transacciones de los miembros a través de una LETS no tienen que ser exclusivamente monetarias. Una compra puede ser reembolsada a través de un servicio realizado para el otro miembro involucrado en la transacción.

## Brexit
Un reciente, y quizás el más conocido, impulso al localismo fiscal se produjo cuando el Reino Unido votó a favor de abandonar la Unión Europea en 2016. La Unión Europea es una unión económica que se constituyó para permitir la libre circulación de recursos y capitales entre los países que integran la organización. Los debates sobre la salida del Reino Unido de la Unión Europea han durado muchos años, pero no se hicieron oficiales hasta que el público del Reino Unido votó a favor de la salida. Muchos de los que eran partidarios de abandonar la Unión Europea querían hacerlo por razones económicas. Nigel Farage, uno de los más prominentes partidarios de que el Reino Unido abandone la Unión Europea, escribió:"Sabemos que la Unión Europea está empeñada en una mayor y más profunda centralización". El desprecio que Nigel Farage siente por la centralización tiene sus raíces tanto en razones económicas como políticas, pero las razones económicas radican en su deseo de un mayor localismo fiscal. Muchos ciudadanos del Reino Unido comparten la misma visión negativa de la centralización. Esto dio lugar a que la población votante decidiera abandonar la Unión Europea. Esta decisión histórica del Reino Unido es un ejemplo de una comunidad que opta por rechazar la creciente globalización de las instituciones y políticas económicas. Sin embargo, muchos ciudadanos del Reino Unido no querían salir de la Unión Europea. Estos opositores de Brexit prefirieron permanecer en una organización que alentaba la riqueza y los servicios a circular libremente entre los países dentro de la unión. La ex primera ministra del Reino Unido, Theresa May, dijo en abril de 2016 que si el Reino Unido abandonara la Unión Europea,"habría poco que pudiéramos hacer para detener la introducción de políticas discriminatorias, y la posición de Londres como el centro financiero líder del mundo estaría en peligro".